# Бендорф (Холштајн)
Бендорф (њем. Bendorf) општина је у њемачкој савезној држави Шлезвиг-Холштајн. Једно је од 165 општинских средишта округа Рендсбург. Према процјени из 2010. у општини је живјело 459 становника. Посједује регионалну шифру (AGS) 1058014, NUTS (DEF0B) и LOCODE (DE BED) код.

## Географски и демографски подаци
Бендорф се налази у савезној држави Шлезвиг-Холштајн у округу Рендсбург. Општина се налази на надморској висини од 22 метра. Површина општине износи 20,5 km². У самом мјесту је, према процјени из 2010. године, живјело 459 становника. Просјечна густина становништва износи 22 становника/km².